# Sami Mustonen
Sami Jouni Kristian Mustonen (Kemijärvi, 6 april 1977) is een Finse voormalige freestyleskiër. Hij vertegenwoordigde zijn vaderland op de Olympische Winterspelen van 1998, 2002 en 2006. Hij is een neef van voormalig freestyleskiër Janne Lahtela.

## Carrière
Mustonen maakte zijn wereldbekerdebuut in februari 1994 in Hundfjället. In maart 1995 scoorde de Fin in Lillehammer zijn eerste wereldbekerpunten. In maart 1996 behaalde hij in Hundfjället zijn eerste toptienklassering in een wereldbekerwedstrijd. Op de wereldkampioenschappen freestyleskiën 1997 in Nagano eindigde Mustonen als tiende op het onderdeel moguls. Tijdens de Olympische Winterspelen van 1998 veroverde de Fin de bronzen medaille op het onderdeel moguls, achter de Amerikaan Jonny Moseley en zijn neef Janne Lahtela. In maart 1998 stond hij in Hundfjället voor de eerste maal in zijn carrière op het podium van een wereldbekerwedstrijd.
Op de wereldkampioenschappen freestyleskiën 1999 in Meiringen sleepte hij de bronzen medaille in de wacht op het onderdeel moguls, op het onderdeel dual moguls eindigde hij op de negende plaats. Op 30 januari 2000 boekte de Fin in Madarao zijn eerste wereldbekerzege. Tijdens de Olympische Winterspelen van 2002 in Salt Lake City eindigde hij als tiende op het onderdeel moguls. Aan het eind van het seizoen 2001/2002 greep hij de eindzege in het wereldbekerklassement moguls.
In Ruka nam Mustonen deel aan de wereldkampioenschappen freestyleskiën 2005. Op dit toernooi behaalde hij de zilveren medaille op het onderdeel dual moguls, op het onderdeel moguls eindigde hij op de dertiende plaats. Tijdens de Olympische Winterspelen van 2006 in Turijn eindigde de Fin als 22e op het onderdeel moguls. Op de wereldkampioenschappen freestyleskiën 2007 in Madonna di Campiglio eindigde hij als tiende op het onderdeel moguls en als elfde op het onderdeel dual moguls. Aan het eind van het seizoen 2006/2007 beëindigde Mustonen zijn carrière.

## Resultaten

### Olympische Spelen
| Jaar | Plaats         | Resultaten |
| ---- | -------------- | ---------- |
| 1998 | Nagano         | Moguls     |
| 2002 | Salt Lake City | 10e Moguls |
| 2006 | Turijn         | 22e Moguls |

### Wereldkampioenschappen
| Jaar | Plaats               | Resultaten                 |
| ---- | -------------------- | -------------------------- |
| 1997 | Nagano               | 10e Moguls                 |
| 1999 | Meiringen            | 9e Dual Moguls · Moguls    |
| 2005 | Ruka                 | Dual Moguls · 13e Moguls   |
| 2007 | Madonna di Campiglio | 11e Dual Moguls 10e Moguls |

### Wereldbeker
Eindklasseringen
| Seizoen   | Algm | MO     |
| --------- | ---- | ------ |
| 1994/1995 | 98e  | 38e    |
| 1995/1996 | 73e  | 27e    |
| 1996/1997 | 40e  | 13e    |
| 1997/1998 | 31e  | 8e     |
| 1998/1999 | 10e  | 5e     |
| 1999/2000 | 5e   | Zilver |
| 2000/2001 | 32e  | 16e    |
| 2001/2002 | 8e   | Goud   |
| 2003/2004 | 40e  | 11e    |
| 2004/2005 | 38e  | 13e    |
| 2005/2006 | 15e  | Brons  |
| 2006/2007 | 19e  | 9e     |

Wereldbekerzeges
| Datum           | Plaats            | Onderdeel |
| --------------- | ----------------- | --------- |
| 30 januari 2000 | Madarao           | Moguls    |
| 12 januari 2002 | Saint-Lary-Soulan | Moguls    |
| 10 maart 2002   | Madarao           | Moguls    |
| 5 februari 2007 | La Plagne         | Moguls    |